# Capo Saryč

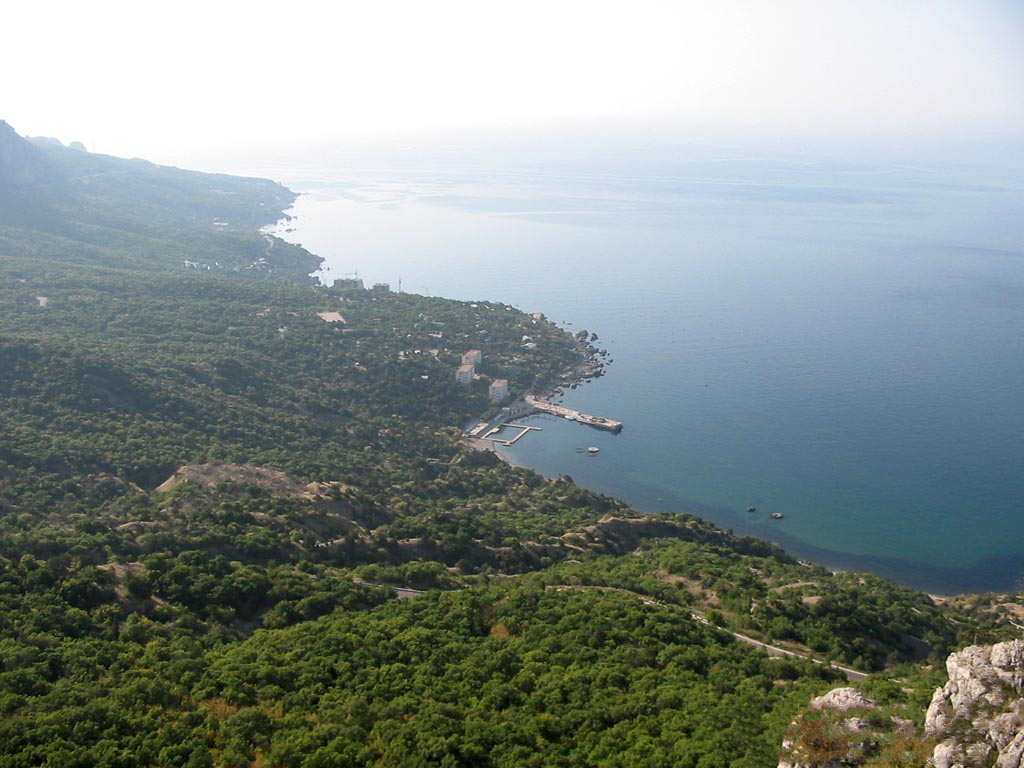
Capo Saryč sulla costa settentrionale del Mar Nero.

Capo Saryč (in ucraino Са́рич?; in russo Са́рыч?; tataro di Crimea: Sarıç) è un lembo del Mar Nero posto nella parte meridionale della penisola di Crimea. A circa 5 chilometri da capo Saryč si trova la località turistica di Foros. Dista circa 40 km dalla città di Sebastopoli e circa 30 da Jalta. 
Il 18 novembre 1914, al largo del promontorio, ebbe luogo la Battaglia di Capo Saryč tra le forze navali russe e ottomane. 
Il faro posto sul promontorio è stato occupato dall'esercito russo il 3 agosto 2005 originando una disputa tra Russia e Ucraina. La controversia rappresenta tuttavia una piccola parte della più ampia crisi della Crimea scoppiata nel 2014.